# Emma Hayes
Emma Carol Hayes (Camden, 18 ottobre 1976) è un'allenatrice di calcio inglese, commissario tecnico della nazionale femminile statunitense.
Diventata allenatrice a 20 anni dopo che un grave infortunio aveva irrimediabilmente compromesso la sua carriera calcistica, è principalmente nota per il suo contributo allo sviluppo della squadra femminile del Chelsea e, più in generale, del movimento calcistico femminile in Inghilterra, meriti per cui ha anche ricevuto due onorificenze dell'Ordine dell'Impero Britannico nel 2016 e nel 2022.

## Biografia
Nata e cresciuta a Camden, un borgo nei pressi di Londra, Hayes inizia a giocare a calcio durante l'infanzia; tuttavia, a 17 anni, ha subito un grave infortunio alla caviglia, dovuto a un incidente sugli sci, che le ha impedito di continuare l'attività agonistica. Quindi, ha deciso di iniziare a frequentare un corso per allenatori di calcio, conseguendo la licenza all'età di 20 anni; inoltre, ha condotto i propri studi alla Liverpool Hope University, dove si laureò nel 1999, prima di conseguire un master.
Nel dicembre del 2016, è stata insignita del titolo onorario di Dama di Commenda dell'Ordine dell'Impero Britannico, per i suoi contributi allo sviluppo del movimento calcistico femminile nel Regno Unito.
All'inizio del 2018, ha annunciato di aspettare due gemelli: pur avendo perso uno dei due bambini attorno al settimo mese di gravidanza, ha poi dato alla luce l'altro figlio, Harry, il 17 maggio seguente.
Nel novembre del 2021, è stata introdotta nella Hall of Fame della Women's Super League inglese.
Nel gennaio del 2022, è stata insignita del titolo onorario di Ufficiale dell'Ordine dell'Impero Britannico.
Dopo aver sofferto per anni di endometriosi, nell'ottobre del 2022 si è dovuta sottoporre a un intervento urgente di isterectomia.
Nell'agosto del 2023, ha pubblicato il suo primo libro, Kill the Unicorn, scritto insieme a Michael Calvin e distribuito sotto forma di audio-libro in esclusiva sulla piattaforma Audible; nel volume, l'allenatrice ha raccontato le sue esperienze da allenatrice nel calcio femminile professionistico.

## Carriera

### Gli inizi e l'esperienza negli Stati Uniti
Nel 2001, Hayes decide di trasferirsi negli Stati Uniti d'America, dove diventa responsabile tecnico delle Rough Riders, squadra femminile di Long Island, per quell'anno iscritta al campionato di W-1 Division: nella sua prima stagione, riesce subito a raggiungere il primo posto in Northern Division e ottenere la qualificazione alle Conference Finals. Rimane sulla panchina della società newyorkese anche per le due stagioni seguenti, con la squadra nuovamente iscritta alla W-League, mantenendosi su ottimi livelli. Al termine della stagione 2003, finalizza un accordo con l'Iona College di New Rochelle, che le offre la guida della squadra femminile di calcio, un ruolo che manterrà fino al 2006. In seguito, l'allenatrice ha riconosciuto che l'esperienza oltreoceano è stata fondamentale per permetterle di imparare come seguire al meglio le proprie giocatrici, sia come gruppo, sia singolarmente.

### La collaborazione con l'Arsenal e il ritorno negli Stati Uniti
Nel 2006, Hayes coglie l'occasione per rientrare in Europa, sottoscrivendo un contratto con l'Arsenal Ladies e lavorando come assistente della prima squadra e direttrice del settore giovanile, incarichi che manterrà fino al 2008. Durante quel biennio, sulla panchina delle londinesi siede Vic Akers, che l'allenatrice poi considererà il suo mentore, capace di guidare l'Arsenal alla vittoria di ben sei trofei (la Premier League, la FA Women's Cup, la Coppa di Lega, il Community Shield, la UEFA Women's Cup e la London Women's Cup) nella sola stagione 2006-2007.
Nel 2008, Hayes fa ritorno negli Stati Uniti, dopo che la squadra femminile del Chicago Red Stars, squadra iscritta alla Women's Professional Soccer, le aveva offerto il posto di allenatrice. Manterrà l'incarico fino al suo esonero, ufficializzato il 24 maggio del 2010.
Continua comunque a lavorare nella massima serie americana: prima, come direttrice tecnica delle Western New York Flash, che con il suo aiuto ingaggiano giocatrici come la futura stella Alex Morgan e la campionessa Marta da Silva, allestendo così una rosa in grado di vincere la WPS nel 2011; poi, nel consiglio amministrativo delle Washington Freedom.

### Il Chelsea e l'epoca di successo

#### L'approdo a Londra e gli inizi
(Katie Chapman, tratto da un'intervista a The Guardian del 2021.)
Dopo essere tornata a Londra e aver lavorato per un breve periodo nell'impresa di famiglia (un ufficio specializzato in cambi di valute), nell'agosto del 2012 Emma Hayes è stata ufficialmente nominata allenatrice della squadra femminile del Chelsea, in sostituzione del dimissionario Matt Beard.
Tuttavia, nei primi anni con le Blues l'allenatrice si ritrova a lavorare in condizioni tutt'altro che favorevoli: pur giocando nella massima serie, le giocatrici sono prive di tutele adeguate (in quanto la squadra è organizzata su base semi-professionistica) e ancora strettamente dipendenti dalle strutture di allenamento della squadra maschile, e non dispongono nemmeno di una lavanderia e una mensa vere e proprie. Tutti questi svantaggi si ripercuotono anche sul rendimento della squadra stessa che, pur contando su giocatrici di qualità come Eniola Aluko e Sofia Jakobsson, conclude terzultima in campionato nel 2012 e sfiora la retrocessione un anno dopo.

#### La rinascita del club
Per svoltare le sorti del Chelsea, che nel frattempo ha avviato le operazioni per ottenere la licenza professionistica, nel 2014 Emma Hayes predispone un ampio rinnovamento della squadra, favorendo l'ingaggio di giocatrici del calibro di Katie Chapman (con cui aveva già lavorato all'Arsenal e a Chicago), Yūki Nagasato e la futura icona del club Ji So-yun. Le Blues terminano il campionato in seconda posizione, cedendo il passo al Liverpool solo per via della differenza reti, e si qualificano per la prima volta alla Women's Champions League; in più, raggiungono le semifinali in entrambe le coppe nazionali.
In preparazione alla stagione del 2015, i successi dell'anno precedente convincono la società ad investire ancora di più nella squadra, che nel frattempo è entrata a tutti gli effetti nel mondo del professionismo. Sotto la guida di Emma Hayes, il Chelsea vince sia la sua prima FA Cup, sia il suo primo campionato, oltre a raggiungere i sedicesimi di finale della Champions League.
Nell'ottobre 2017, Hayes rinnova il suo contratto con la società per altri tre anni e mezzo. Nella stagione seguente, le Blues vincono di nuovo campionato e coppa nazionale, e riescono a raggiungere per la prima volta le semifinali di Champions League, dove però vengono eliminate dal Wolfsburg.

#### Il consolidamento del dominio nazionale e la scalata al tetto d'Europa
Nella stagione 2020-2021, con una rosa rinforzata da ulteriori acquisti, e in primis dalla danese Pernille Harder, il cui trasferimento richiede la spesa di una cifra record per il calcio femminile, Hayes conquista con le Blues il Community Shield (superando il Manchester City) e la Coppa di Lega (contro il Bristol City) e vincono il loro quarto campionato, stabilendo i nuovi record di vittorie (18) e punti (57) totalizzati in una singola stagione. Inoltre, diventa la prima donna in grado di condurre la propria squadra a una finale di Women's Champions League, poi persa contro il Barcellona (4-0). Nel luglio del 2021, l'allenatrice rinnova ancora il proprio contratto con la società londinese.
Nel gennaio del 2022, vince il premio The Best FIFA Women's Coach per i risultati raggiunti durante l'annata 2020-2021.
Il 4 novembre 2023, il Chelsea annuncia ufficialmente la separazione di Hayes dal club al termine della stagione 2023-2024.

### Nazionale femminile statunitense
Il 14 novembre 2023, Hayes viene ufficialmente ingaggiata come commissario tecnico della nazionale femminile degli Stati Uniti, sottoscrivendo un accordo valido a partire da maggio 2024. Secondo stime indipendenti, in virtù di tale accordo l'inglese diventa l'allenatrice di calcio femminile più pagata al mondo, percependo uno stipendio pari a quello del CT della nazionale maschile statunitense, Gregg Berhalter.
Nel luglio del 2024, guida la nazionale statunitense al torneo femminile di calcio ai Giochi olimpici di Parigi, in cui la squadra vince infine la medaglia d'oro, dopo aver battuto in finale il Brasile.

## Palmarès

### Club
- Campionato inglese: 7

Chelsea: 2015, 2017-2018, 2019-2020, 2020-2021, 2021-2022, 2022-2023, 2023-2024
- FA Women's Cup: 5

Chelsea: 2014-2015, 2017-2018, 2020-2021, 2021-2022, 2022-2023
- FA Women's Community Shield: 1

Chelsea: 2020

### Individuale
- Women's Super League Hall of Fame (2021)

- The Best FIFA Women's Coach: 2

2021, 2024
- Trofeo Johan Cruijff: 1

2024
- Commissario tecnico dell'anno IFFHS (calcio femminile): 1

2024